# Tatuaggio e religione
La relazione tra tatuaggio e religione è relativa alla posizione dottrinale o tradizionale in merito al tatuaggio di alcune religioni.

## Buddhismo
Il sud-est asiatico ha una tradizione di tatuaggi protettivi noti come sak yant o yantra che comprendono simboli e immagini buddhisti, nonché mantra di protezione o versi di sutra nell'antica scrittura Khmer. Questi tatuaggi sono talvolta realizzati da monaci buddisti o praticanti di tradizioni spirituali indigene. Tradizionalmente, i tatuaggi che includevano immagini del Buddha o di altre figure religiose venivano realizzati solo su determinate parti del corpo e talvolta richiedevano l'impegno da parte del destinatario di osservare i Cinque Precetti o altre usanze tradizionali. L'incorporazione di immagini del Buddha in tatuaggi che non rispettano le norme tradizionali per un'esposizione rispettosa è stata causa di controversia in numerosi paesi buddisti, dove l'esposizione di immagini di questo tipo da parte di occidentali può essere considerata un'appropriazione e può portare al divieto di ingresso vietato o all'espulsione dal paese di persone che esibiscono tatuaggi di questo tipo. 

## Cristianesimo

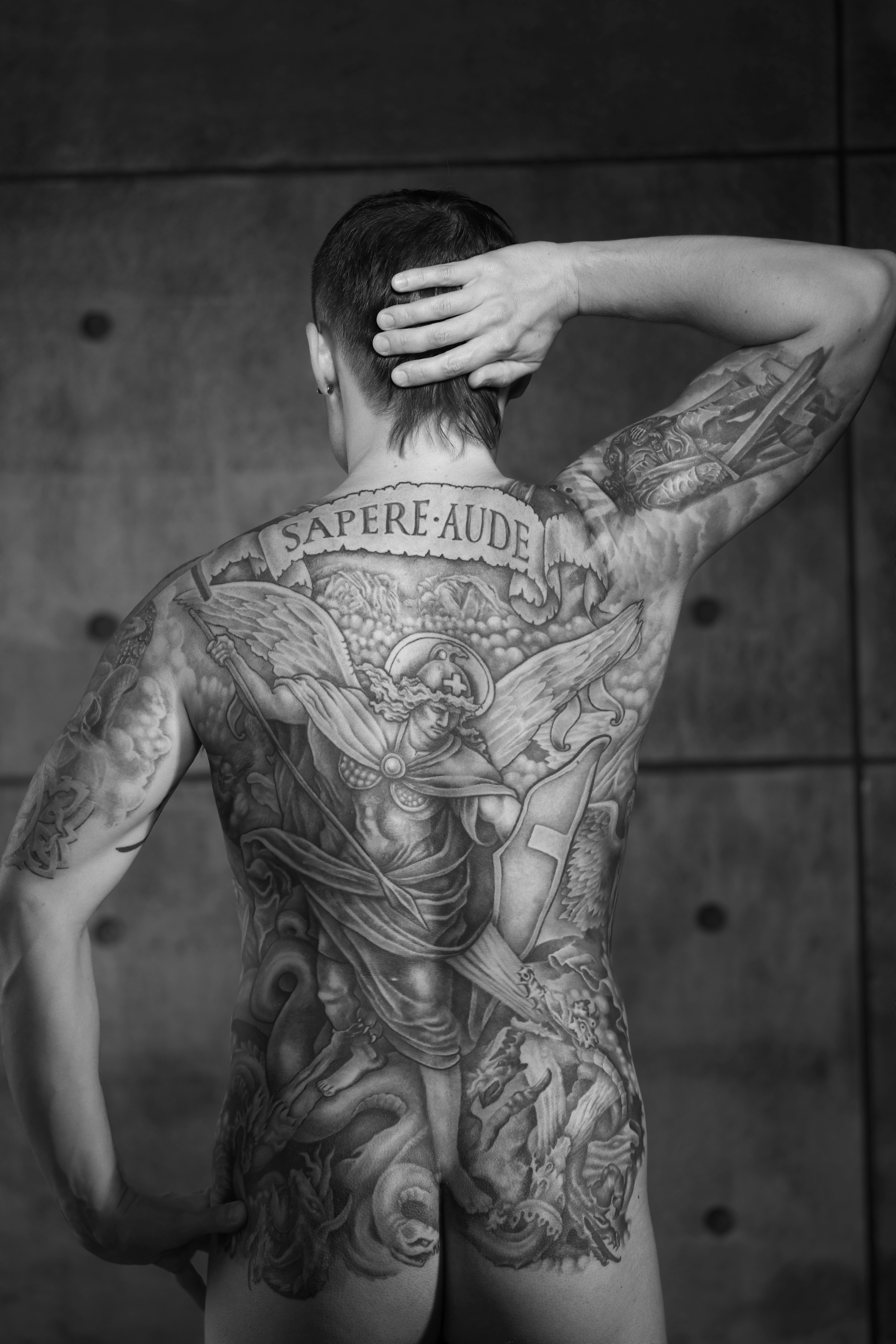
Uomo con un tatuaggio sulla schiena di Michele e il drago adattato dalle incisioni bibliche di Julius Schnorr von Carolsfeld

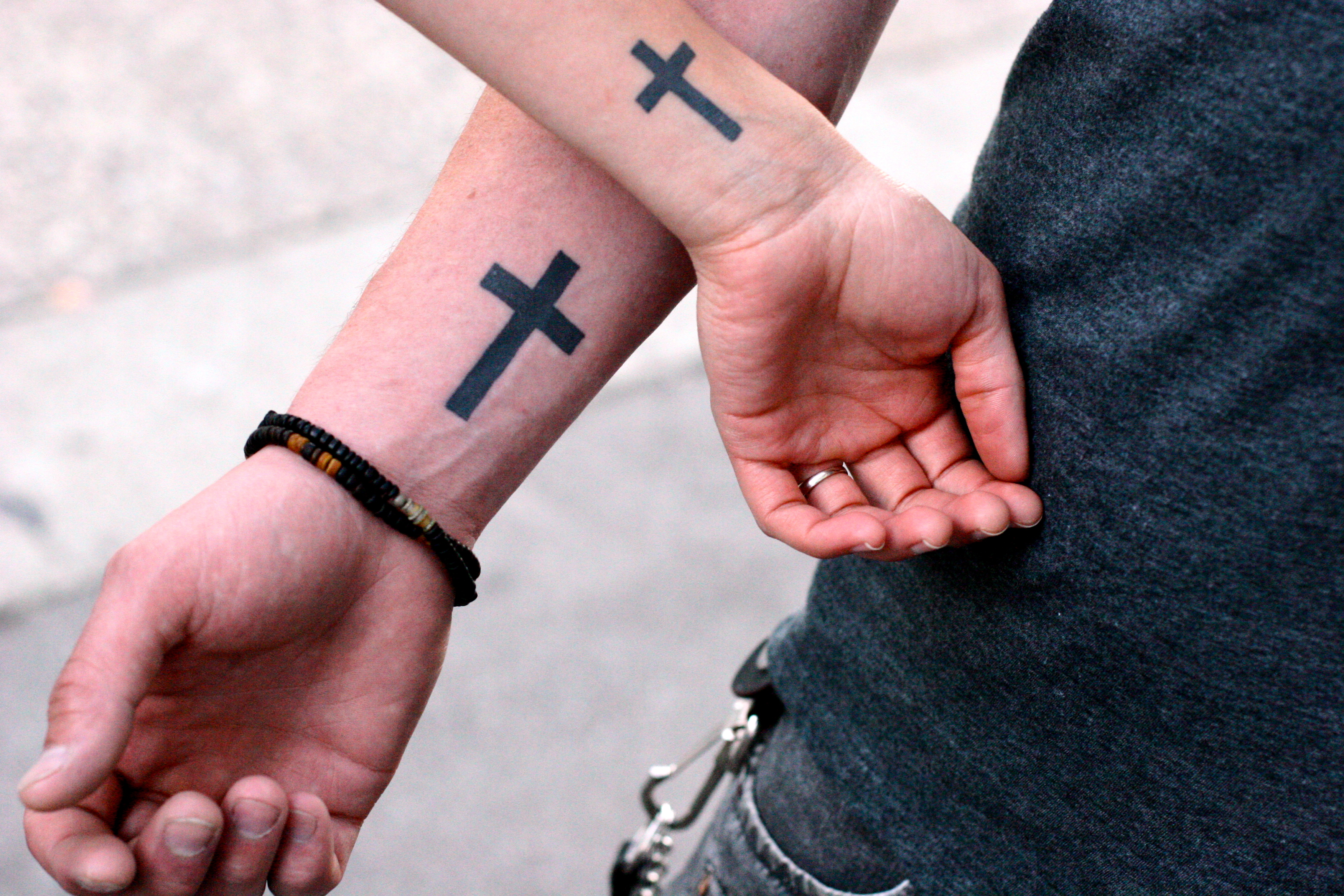
Una coppia cristiana con tatuaggi con il simbolo della croce abbinati

Alcuni cristiani contestano il tatuaggio, sostenendo il divieto ebraico basato su Levitico 19:28: "Non vi farete incisioni sul corpo per un defunto, né vi farete segni di tatuaggio. Io sono il Signore."
Le interpretazioni del passo variano, tuttavia. Alcuni ritengono che si riferisca specificamente e proibisca esclusivamente un'antica forma di automutilazione durante il lutto (come discusso nella sezione Ebraismo). Secondo questa interpretazione, il tatuaggio è consentito a ebrei e cristiani. Un'altra interpretazione è che si riferisca solo al tatuaggio dell'inchiostro con le ceneri dei familiari defunti.
Altri sostengono che il divieto di Levitico 19:28, indipendentemente dalla sua interpretazione, non è vincolante per i cristiani, proprio come non sono vincolanti divieti quali ad esempio "Osserverete le mie leggi. Non accoppierai bestie di specie differenti; non seminerai il tuo campo con due sorta di seme, né porterai veste tessuta di due diverse materie." (Levitico 19:19), in quanto parte della legge ebraica, vincolante solo per il popolo ebraico.

### Cattolicesimo
Nella Chiesa cattolica durante le crociate, il Consiglio di Northumberland stabilì che i tatuaggi religiosi erano consentiti e persino "lodevoli". All'epoca molti cavalieri e pellegrini cattolici facevano uso di tatuaggi, soprattutto al termine di un pellegrinaggio ai santuari cattolici in Terra Santa e altrove. Nel Santuario della Santa Casa di Loreto il frate tatuatore è stato attivo fino agli anni '50 del XX secolo.
Alcuni ordini militari cattolici, come i Cavalieri di San Giovanni di Malta, sfoggiavano tatuaggi per mostrare la loro fede. Tuttavia, in alcune regioni, si è spesso verificato un declino in altre culture in seguito agli sforzi europei per convertire gli aborigeni e gli indigeni alle pratiche religiose e culturali occidentali che consideravano il tatuaggio tribale un'attività "pagana". 

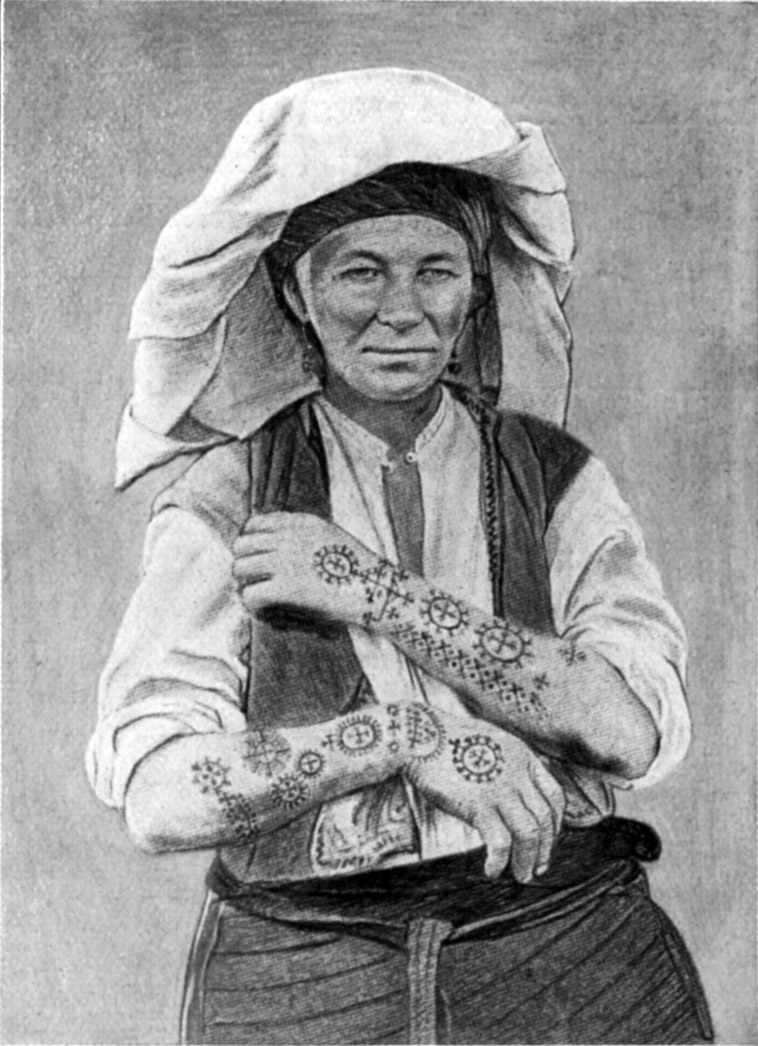
Una donna cattolica in Bosnia che mostra numerose croci tatuate (XIX secolo)

I croati cattolici della Bosnia ed Erzegovina hanno utilizzato il tatuaggio delle croci per la protezione percepita contro la conversione forzata all'Islam e la schiavitù durante l'occupazione ottomana della Bosnia ed Erzegovina. Questa forma di tatuaggio è continuata ben oltre la fine dell'occupazione. Il tatuaggio veniva eseguito durante la primavera o durante speciali celebrazioni religiose come la festa di San Giuseppe, e consisteva principalmente in croci cristiane su mani, dita, avambracci, sotto il collo e sul petto.

### Ortodossia e ortodossia orientale
I cristiani copti ortodossi che vivono in Egitto comunemente si tatuano con i simboli delle croci copte sul polso destro per ragioni storiche simili. Da lì, la tradizione si è diffusa nelle comunità cristiane orientali come le Chiese etiope, armena, siriaca e maronita. I tatuaggi commemorativi vengono tradizionalmente eseguiti anche sui pellegrini che visitano Gerusalemme.

### Mormonismo
I dirigenti della Chiesa di Gesù Cristo dei santi degli ultimi giorni (comunemente chiamati mormoni), in particolare il defunto Gordon B. Hinckley nel 2000 e nel 2007, hanno scoraggiato i membri della chiesa dal farsi tatuaggi. I mormoni vedono i corpi come un sacro dono di Dio, un tempio metaforico e letterale per ospitare lo Spirito, come scritto in 1 Corinzi 3:16-17 e 1 Corinzi 6:19-20. I tatuaggi sono spesso paragonati ai graffiti su un tempio. David A. Bednar ha detto che "il solo pensiero di trovare segni così inappropriati su un tempio è offensivo per tutti noi". Anche i tatuaggi e i piercing multipli sono considerati parte di una moda mondana di individualità superficiale, e i membri della chiesa sono messi in guardia dal "rendere ovazioni al dio dello stile".
Mentre le passate edizioni delle linee guida comportamentali scritte, tra cui l'opuscolo "Per la forza della gioventù" del 2011 e i saggi "Argomenti evangelici" dell'inizio del 2022, contenevano regole esplicite contro il tatuaggio, le edizioni recenti hanno invece contenuto direttive più generali come ad esempio "onora la sacralità del tuo corpo" e "rispetta [il tuo corpo] come [tu] faresti con un tempio". Tuttavia, i consigli dei dirigenti del passato generalmente continuano ad applicarsi anche oggi.
Non ci sono conseguenze stabilite per i membri della chiesa che si fanno tatuaggi; qualsiasi disciplina è a discrezione del vescovo. Tuttavia, quelli con tatuaggi che desiderano servire come missionari di proselitismo devono far esaminare la loro domanda caso per caso. Per coloro che si convertono al mormonismo, la chiesa afferma che "i tatuaggi esistenti in precedenza non impediranno di servire nella Chiesa e di ricevere tutte le benedizioni di Dio".
Qualsiasi membro con un tatuaggio è incoraggiato a considerare personalmente la sua rimozione, perché da un lato "se hai un tatuaggio, indossi un costante promemoria di un errore che hai commesso" e dall'altro "i membri della chiesa credono che Dio ama tutti i Suoi figli, indipendentemente dal loro aspetto".
Nella cultura popolare, l'oratrice motivazionale Al Carraway è diventata famosa per il suo libro del 2015 "More than the Tattooed Mormon", che discute la sua lotta per adattarsi agli altri membri della chiesa come una convertita con molti tatuaggi visibili.

## Induismo
I tatuaggi sono consentiti culturalmente e religiosamente; i tatuaggi contemporanei sono comuni tra gli indù. Le radici storiche risalgono alla pratica dei Mehndi di tatuarsi con l'henné.

## Islam

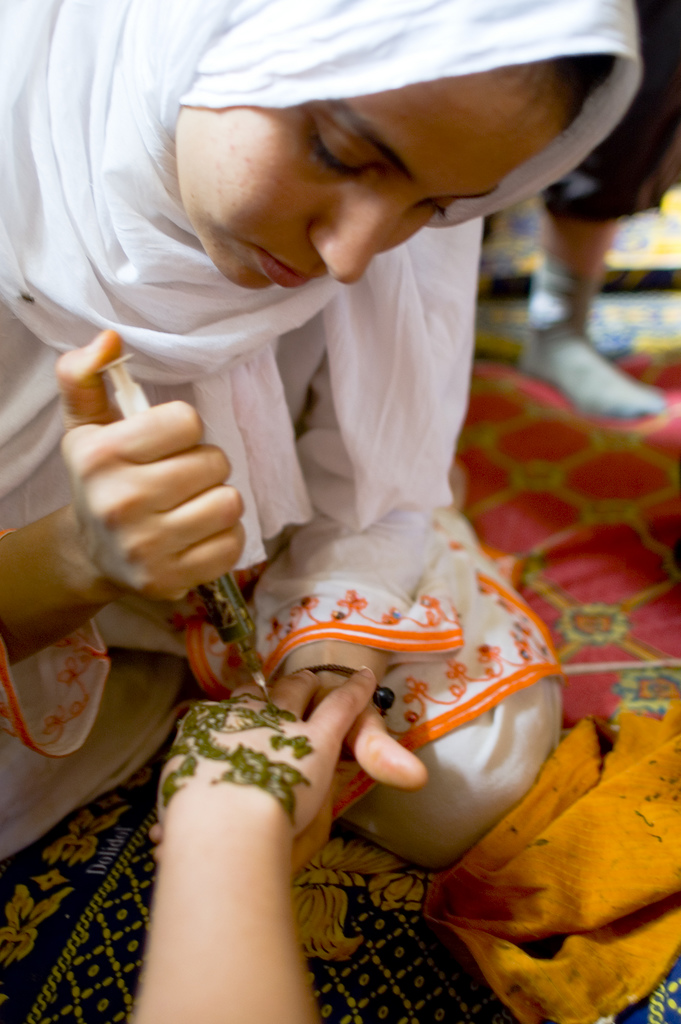
Donna che fa un tatuaggio temporaneo all'henné in Marocco

Gli studiosi che affermano che il tatuaggio è un peccato supportano la loro opinione indicando hadith come quello in Sahih al-Bukhari narrato da Abu Juhayfah che dichiara "Il Profeta ha maledetto colui che fa tatuaggi e colui che ha un tatuaggio". Questi studiosi generalmente non ritengono che i tatuaggi non permanenti come l'henné siano peccaminosi; né affermano che i convertiti all'Islam che avevano tatuaggi prima della conversione debbano rimuovere quei tatuaggi.
II tatuaggio è ritenuto un peccato, perché comporta il cambiamento della creazione naturale di Dio, infliggendo dolore inutile nel processo. I tatuaggi sono classificati come cose sporche, cosa proibita nell'Islam. I musulmani credono infatti che un corpo sporco porterà direttamente a una mente sporca e distruggerà il loro wuḍūʾ, l'abluzione rituale.
Alcuni studiosi Shafi'i come Amjad Rasheed sostengono che il tatuaggio causi impurità e che i tatuaggi fossero proibiti dal profeta Maometto. Affermano inoltre che coloro che sono decorati con tatuaggi sono contaminati da najis,  a causa della potenziale miscela di sangue e pigmento colorato che rimane sulla superficie della pelle.  Il sangue è visto come una sostanza impura, quindi una persona con un tatuaggio non può impegnarsi in diverse pratiche religiose. Tuttavia, al giorno d'oggi, è possibile farsi un tatuaggio senza mescolare la tintura con il sangue dopo che è uscito sulla superficie esterna del corpo, lasciando la possibilità a un musulmano di indossare un tatuaggio ed eseguire una preghiera valida.
Lo studioso Yusuf al-Qaradawi afferma che i tatuaggi sono peccaminosi perché sono un'espressione di vanità e alterano la creazione fisica di Dio.
Secondo il servizio fatwa deobandi sudafricano online chiamato Ask-the-Imam, i musulmani dovrebbero rimuovere tutti i tatuaggi che hanno se possibile o coprirli in qualche modo.
Il professore turco di studi religiosi Remzi Kuscular afferma che i tatuaggi sono peccaminosi ma che non violano il wuḍūʾ di un musulmano. Lo studioso islamico canadese Sheikh Ahmad Kutty afferma che nell'Islam esistono divieti di tatuaggio per proteggere i musulmani dall'HIV/AIDS, dall'epatite e da altre malattie che possono essere trasferite alle persone attraverso i tatuaggi.  Non vi è alcuna menzione diretta nel Corano.
Göran Larsson, un professore svedese di studi religiosi, afferma che ci sono "esempi sia storici che contemporanei che indicano che, in tempi diversi e in luoghi diversi, [il tatuaggio] era praticato da alcuni gruppi islamici". Al-Tabari menziona in History of the Prophets and Kings che le mani di Asma bint Umais erano tatuate. I musulmani in Africa, Siria, Arabia Saudita, Iran e Pakistan occidentale hanno utilizzato i tatuaggi per motivi estetici e per la cura e la prevenzione di malattie.
Edward William Lane ha descritto le usanze del tatuaggio delle donne musulmane egiziane nel suo libro del 1836, An Account of the Manners and Customs of the Modern Egyptians.  In un viaggio in Persia del 1909, Percy Sykes osservò che le donne musulmane sciite avevano "uccelli, fiori o gazzelle tatuate, e occasionalmente versetti del Corano" e che i lottatori e i ginnasti maschi vittoriosi venivano onorati con il tatuaggio di un leone sul braccio. In un articolo del 1965 pubblicato sulla rivista Man: A Record of Anthropological Science, l'autore John Carswell ha documentato che i musulmani sunniti e sciiti in Libano si sarebbero tatuati rispettivamente le spade di Abu Bakr e Ali, per distinguersi l'uno dall'altro.
Secondo gli storici Shoshana-Rose Marzel e Guy Stiebel, i tatuaggi sul viso erano comuni tra le donne musulmane fino agli anni '50, per poi passare di moda successivamente. I tatuaggi tradizionali tunisini includono aquile, sole, luna e stelle. I tatuaggi erano in uso anche nell'impero ottomano a causa dell'afflusso di marinai algerini nel XVII secolo. Le donne beduine e curde hanno una lunga tradizione di corpi tatuati.
Margo DeMello, antropologa culturale e professore al Canisius College, osserva che i tatuaggi sono ancora comuni in alcune parti del mondo musulmano come Iraq, Afghanistan, Marocco, Algeria ed Egitto. Anche i tatuaggi clandestini stanno guadagnando popolarità tra i giovani iraniani. Alcuni giovani turchi si tatuano come forma di resistenza, moda o come parte di una controcultura. Anche tra i giovani musulmani in Occidente i tatuaggi stanno guadagnando popolarità.

### Sciismo
Gli ayatollah sciiti Ali al-Sistani e Ali Khamenei ritengono che non vi siano divieti islamici autorevoli sui tatuaggi.
Il Grande Ayatollah Sadiq Hussaini Shirazi ha stabilito: "I tatuaggi sono considerati makruh (riprovevoli ma non proibiti). Tuttavia, non è consentito tatuare sul corpo versi coranici, nomi di Ahlulbayt, disegni di imam, Hadith, immagini non islamiche e inappropriate o simili. E se l'inchiostro fosse del tipo che rimane sopra la pelle, sarebbe considerato proibito. Tuttavia, se fosse del tipo da andare sotto la pelle, sarebbe considerato ammissibile ma makruh."

## Ebraismo

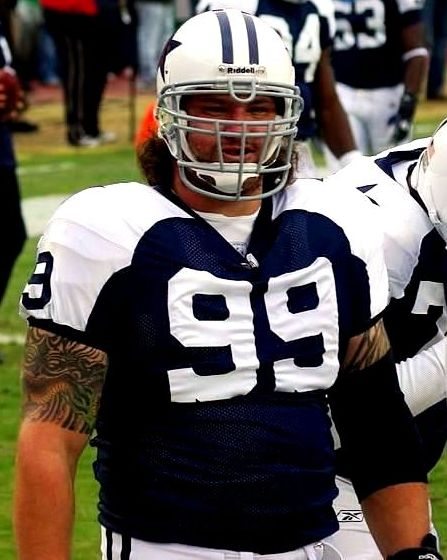
Il famoso giocatore ebreo americano della NFL Igor Olshansky ha molti tatuaggi, tra cui due stelle di David sul collo.

I tatuaggi sono spesso proibiti nel giudaismo, basandosi sulla Torah (Levitico 19:28): "Non vi farete tagli nella carne per i morti, né vi inciderete alcun segno: io sono il Signore". Il divieto è spiegato dai rabbini contemporanei come parte di un divieto generale di modificazione del corpo (ad eccezione della circoncisione) che non ha uno scopo medico (come correggere una deformità). Maimonide, uno dei principali studiosi del diritto e del pensiero ebraico del XII secolo, spiega che uno dei motivi del divieto dei tatuaggi è una risposta ebraica alle pratiche di lutto pagane.
Studiosi come John Huehnergard e Harold Liebowitz suggeriscono che il divieto di tatuarsi non fosse in risposta alle pratiche di lutto pagane menzionate nel versetto precedente del Levitico, poiché i rituali di morte nell'antica Mesopotamia, Siria, Israele ed Egitto non fanno riferimento alla marcatura la pelle in segno di lutto. Tuttavia il tatuaggio era usato come segno di schiavitù e servitù nell'antico Egitto, dove i prigionieri venivano tatuati o marchiati con i nomi di sacerdoti e faraoni per contrassegnarli come appartenenti a una persona o divinità specifica. Huehnergard e Liebowitz suggeriscono quindi che il tatuaggio fosse proibito nella Torah perché era un simbolo di servitù. Sottolineano anche il versetto Isaia 44:5 in cui i figli di Giacobbe si affidano a Dio: "Uno dirà: "Io sono dell'Eterno"... Un altro si segnerà il braccio "del Signore"".
Gli ebrei ortodossi, in applicazione della halakha (legge ebraica), rivelano che Levitico 19:28 proibisce di farsi tatuaggi. Secondo alcune interpretazioni, il divieto si applica solo alla pratica antica di strofinare le ceneri dei morti sulle ferite; ma secondo altre anche il tatuaggio moderno è proibito. Gli ebrei ortodossi indicano anche un passaggio dello Shulchan Aruch, Yoreh De'ah 180:1, che chiarisce il passaggio biblico di cui sopra è un divieto generale contro i segni sul corpo, inclusi i tatuaggi. Maimonide ha concluso che, indipendentemente dall'intenzione, l'atto del tatuaggio è proibito (Mishneh Torah, Leggi dell'idolatria 12:11).
Gli ebrei conservatori indicano il versetto successivo dello Shulchan Aruch (Yoreh De'ah 180:2): "Se [il tatuaggio] è stato fatto nella carne di un altro, colui al quale è stato fatto è irreprensibile" Pertanto ritengono che tatuarsi è diverso da essere tatuato, e che quest'ultimo può essere accettabile. Gli ebrei ortodossi non sono d'accordo e leggono il testo come un riferimento al tatuaggio forzato, come è stato fatto durante l'Olocausto, che non è considerato una violazione della legge ebraica da parte della vittima. D'altra parte, nello Shulhan Arukh 180:3 sono consentiti tagli nella pelle per eseguire interventi chirurgici e tatuaggi temporanei usati per scopi chirurgici (ad esempio: per segnare le linee di un'incisione).
Nei tempi moderni, l'associazione dei tatuaggi con i campi di concentramento nazisti e l'Olocausto ha cambiato la discussione sui tatuaggi nell'ebraismo. È stato chiarito che tali tatuaggi non rientrano nell'ambito di applicazione del divieto, poiché si applica solo ai tatuaggi permanenti volontari. Mentre per alcuni, l'Olocausto ha causato ulteriore repulsione verso il tatuaggio, ha portato altri a farsi tatuare con numeri come forma di ricordo e rivendicazione. Inoltre, è un falso mito che chiunque porti un tatuaggio non possa essere sepolto in un cimitero ebraico. Anche se un rabbino considerasse un tatuaggio una violazione di un divieto, ciò non sarebbe comunque un valido motivo per rifiutare il diritto alla sepoltura o ai rituali della sinagoga.

## Neopaganesimo
I neopagani usano talvolta il tatuaggio come rappresentazione della loro fede. La tradizione Wicca Blue Star Wicca utilizza un tatuaggio come segno di iniziazione, sebbene non obbligatorio.